# Grand Prix automobile de Belgique 1958
GP précédent GP suivant
Le Grand Prix de Belgique 1958 (XIXe Grand Prix de Belgique / XIX Grote Prijs van Belgie), disputé sur le circuit de Spa-Francorchamps le 15 juin 1958, est la soixante-neuvième épreuve du championnat du monde de Formule 1 courue depuis 1950 et la cinquième manche du championnat 1958. Il est également dénommé Grand Prix d'Europe 1958.

## Contexte avant le Grand Prix

### Le championnat du monde
La réglementation de la Formule 1 a connu une évolution importante en janvier, avec l'imposition du carburant de type 'Avgas' habituellement réservé aux moteurs d'avions à hélice. Jusqu'alors, les moteurs des monoplaces étaient alimentés par des carburants libres à base de méthanol et de nitrométhane. Si la cylindrée maximale des moteurs est restée inchangée (2 500 cm3 atmosphérique ou 750 cm3 suralimenté), il a néanmoins fallu revoir les systèmes de carburation en conséquence ; la perte de puissance estimée est de l'ordre d'une vingtaine de chevaux par rapport à la saison précédente.
Autre changement important, la longueur maximale des épreuves mondiales (hormis les 500 miles d'Indianapolis courues sous la réglementation américaine, inchangée) a été ramenée de cinq cents à trois cents kilomètres, la durée étant réduite à trois heures. Le moindre besoin en carburant a permis aux constructeurs de concevoir des monoplaces plus compactes, avec notamment de plus petits réservoirs.
Après la semi-retraite du quintuple champion du monde Juan Manuel Fangio, qui ne court plus qu'épisodiquement, son dauphin Stirling Moss est devenu le favori dans la course au titre. Malgré une sortie de route à Monaco, le pilote britannique domine ce début de saison, s'étant brillamment imposé en Argentine au volant de la petite Cooper à moteur central arrière, puis aux Pays-Bas pour Vanwall, son équipe attitrée.

### Le circuit

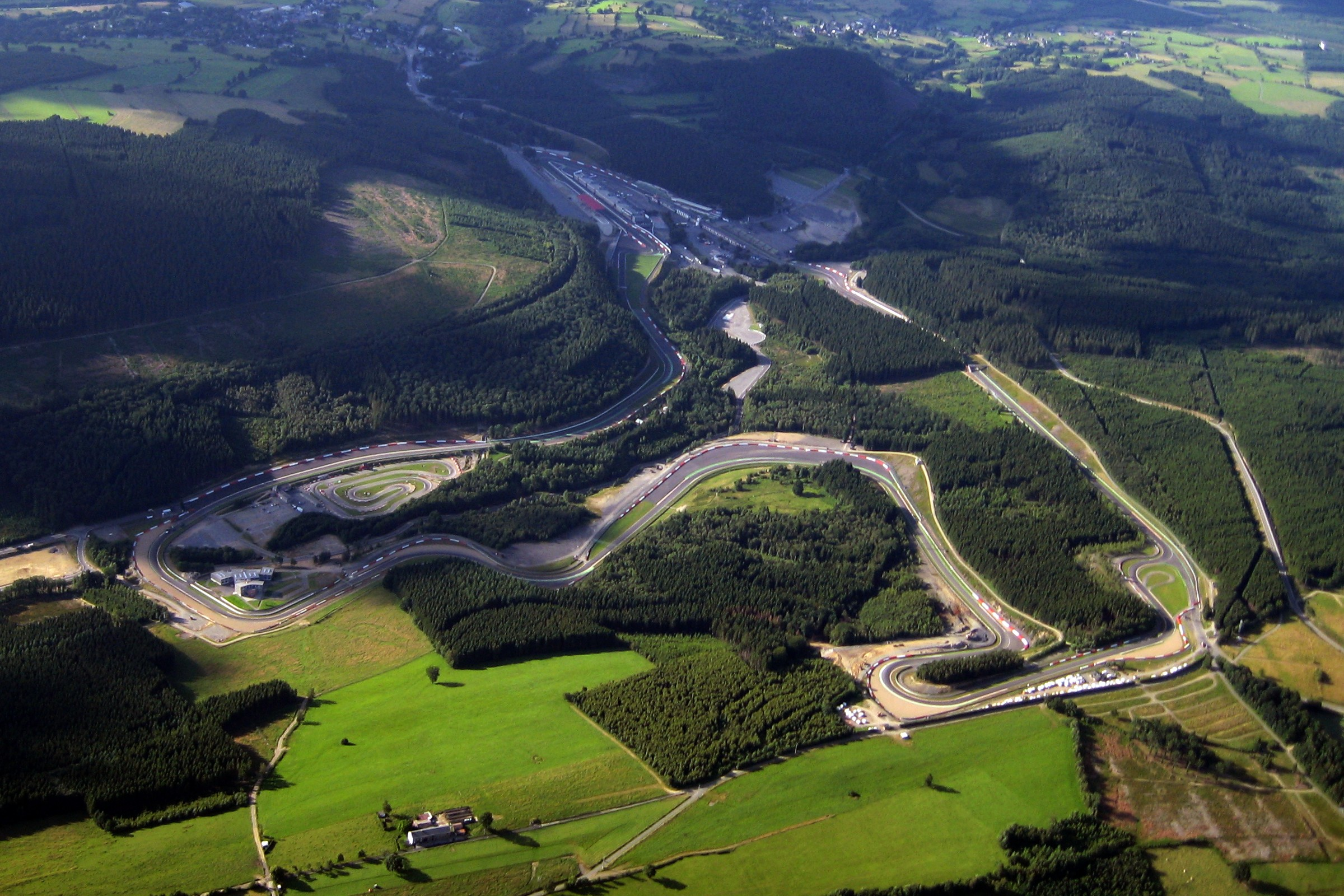
Vue du circuit permanent, qui emprunte une partie du tracé routier utilisé jusqu'en 1978 (au fond, le virage de la Source).

Circuit routier inauguré en 1924, Spa-Francorchamps est l'une des pistes les plus rapides d'Europe. Son tracé de plus de quatorze kilomètres, au cœur des Hautes Fagnes, emprunte des voies au relief marqué, avec notamment le Raidillon où la pente atteint 17%. Depuis le Grand Prix de 1956, Stirling Moss détient le record officiel de la piste, à près de 200 km/h de moyenne au volant de sa Maserati ; lors des essais qualificatifs, Juan Manuel Fangio avait tourné à plus de 203 km/h sur sa Ferrari. En 1957, le circuit a été très légèrement modifié, certaines courbes étant moins marquées. Cette même année, la longueur officielle du circuit avait été ramenée à 14,100 km (soit 20 mètres de moins que la mesure de 1950, plus approximative).

## Monoplaces en lice
- Ferrari Dino 246 "Usine"

Pour cette épreuve, la Scuderia Ferrari a engagé quatre Dino 246 (moins de 650 kg, moteur V6, 290 chevaux à 8 500 tr/min). Après les violentes critiques de Mike Hawthorn sur le comportement de ces voitures lors du Grand Prix des Pays-Bas, l'équipe a allégé le châssis et légèrement modifié les suspensions. Hawthorn est entouré de ses coéquipiers habituels Peter Collins et Luigi Musso, la quatrième voiture étant confiée au Belge Olivier Gendebien.
- Vanwall VW "Usine"

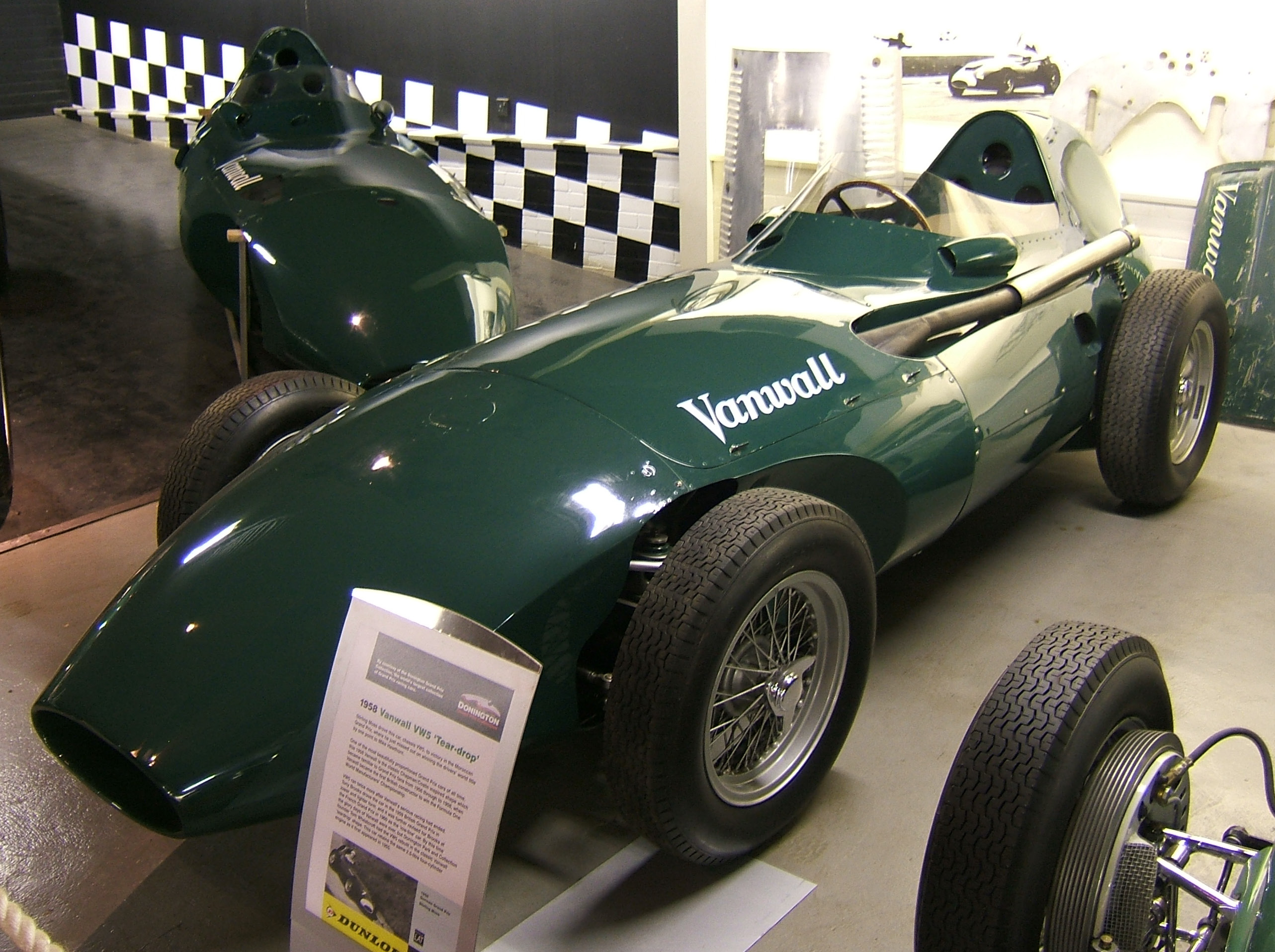
La Vanwall de 1958, très profilée (ici le châssis VW5 de Tony Brooks).

Tony Vandervell aligne son équipe habituelle, composée de Stirling Moss, Tony Brooks et Stuart Lewis-Evans. Dans leur version 1958, les Vanwall pèsent environ 630 kg et leur moteur quatre cylindres délivre 270 chevaux à 7 500 tr/min. Leur profilage très poussé permet de compenser leur moindre puissance face aux Ferrari ; elles disposent en outre d'un très efficace système de freinage à disques, nettement plus endurant que les tambours équipant les monoplaces italiennes.
- BRM P25 "Usine"

Le constructeur britannique avait initialement engagé trois P25 pour Jean Behra, Harry Schell et Ron Flockhart, mais ce dernier, blessé lors des entraînements du Grand Prix de Rouen, a dû déclarer forfait. Compactes et maniables, les P25 ne pèsent que 550 kg et sont équipées d'un moteur quatre cylindres d'une puissance de l'ordre de 250 chevaux.
- Cooper T45 "Usine"

John Cooper engage son équipe habituelle composée de Jack Brabham et Roy Salvadori. Tous deux pilotent des T45, équipées du moteur quatre cylindres Coventry Climax FPF en version 2 200 cm3 (194 chevaux à 6250 tr/min), monté en position centrale arrière. Avec seulement 500 kg, les petites Cooper bénéficient d'un rapport poids/puissance intéressant, mais leur vitesse de pointe est insuffisante pour espérer la victoire sur un circuit aussi rapide que Spa-Francorchamps.
- Lotus 12 "Usine"

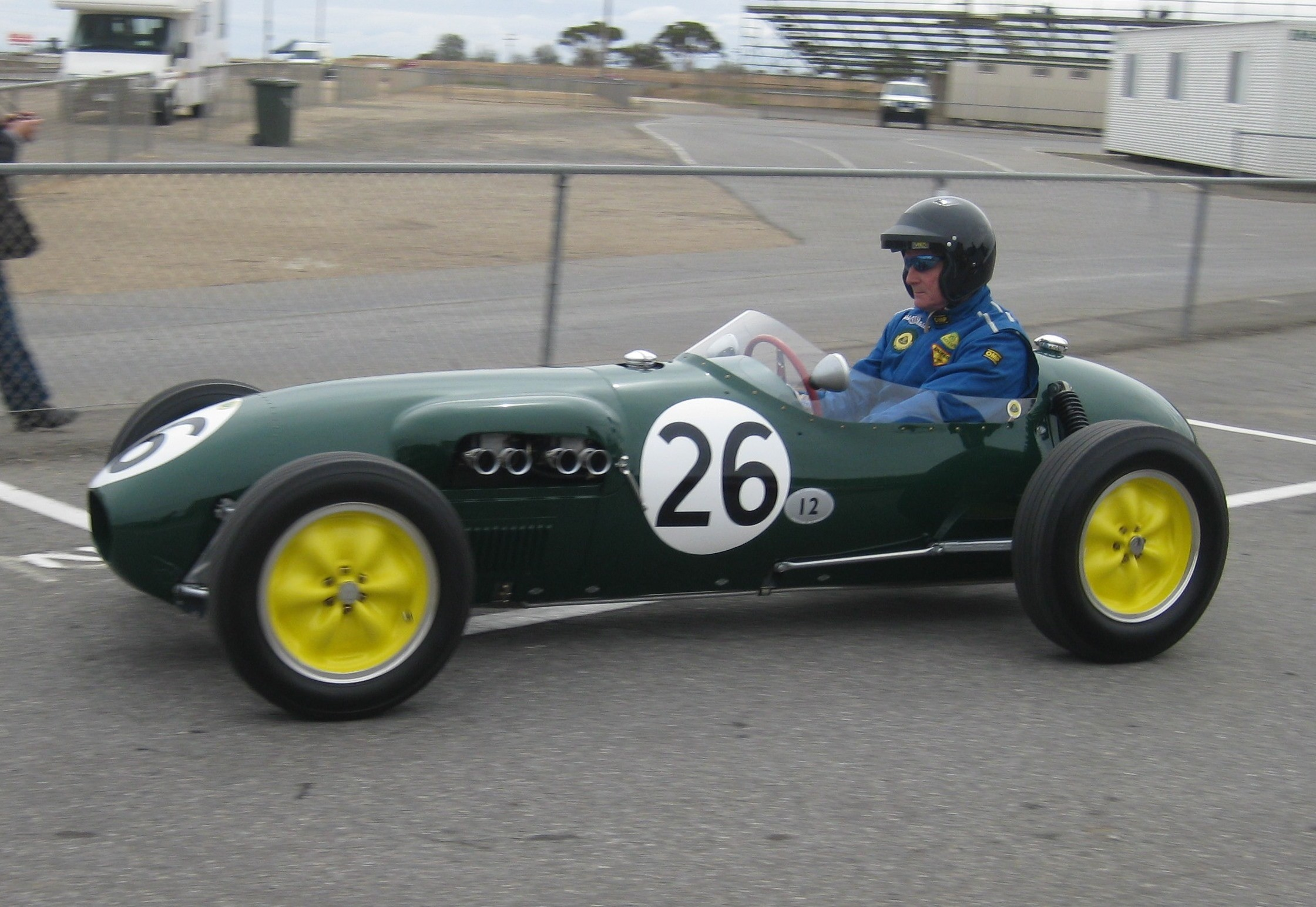
La petite Lotus 12 lors d'une course historique.

L'équipe de Colin Chapman dispose de ses habituelles Lotus 12, à moteur Climax FPF monté à l'avant. Si Cliff Allison pilote une version 2 200 cm3 (194 chevaux), son coéquipier Graham Hill n'en bénéficie pas encore et utilise la précédente version deux litres (176 chevaux). Pesant moins de 500 kg, les Lotus sont les monoplaces les plus légères du plateau.
- Maserati 250F

Malgré son retrait officiel de la scène des Grands Prix, Maserati reste le constructeur le plus représenté : pas moins de sept 250F (moteur six cylindres, 270 chevaux) ont été engagées : aux trois de la Scuderia Centro Sud pilotées par Maurice Trintignant, Masten Gregory et Wolfgang Seidel s'ajoutent les voitures personnelles de Joakim Bonnier, Francisco Godia, Ken Kavanagh et Maria Teresa De Filippis.

## Coureurs inscrits
| no | Pilote                   | Écurie                   | Constructeur | Modèle           | Moteur             | Pneumatiques |
| -- | ------------------------ | ------------------------ | ------------ | ---------------- | ------------------ | ------------ |
| 2  | Stirling Moss            | Vandervell Products      | Vanwall      | Vanwall VW10     | Vanwall L4         | D            |
| 4  | Tony Brooks              | Vandervell Products      | Vanwall      | Vanwall VW5      | Vanwall L4         | D            |
| 6  | Stuart Lewis-Evans       | Vandervell Products      | Vanwall      | Vanwall VW4      | Vanwall L4         | D            |
| 8  | Jean Behra               | Owen Racing Organisation | BRM          | BRM P25          | BRM L4             | D            |
| 10 | Harry Schell             | Owen Racing Organisation | BRM          | BRM P25          | BRM L4             | D            |
| 12 | Ron Flockhart            | Owen Racing Organisation | BRM          | BRM P25          | BRM L4             | D            |
| 14 | Peter Collins            | Scuderia Ferrari         | Ferrari      | Ferrari Dino 246 | Ferrari V6         | E            |
| 16 | Mike Hawthorn            | Scuderia Ferrari         | Ferrari      | Ferrari Dino 246 | Ferrari V6         | E            |
| 18 | Luigi Musso              | Scuderia Ferrari         | Ferrari      | Ferrari Dino 246 | Ferrari V6         | E            |
| 20 | Olivier Gendebien        | Scuderia Ferrari         | Ferrari      | Ferrari Dino 246 | Ferrari V6         | E            |
| 22 | Jack Brabham             | Cooper Car Company       | Cooper       | Cooper T45       | Coventry Climax L4 | D            |
| 24 | Roy Salvadori            | Cooper Car Company       | Cooper       | Cooper T45       | Coventry Climax L4 | D            |
| 26 | Maria Teresa De Filippis | Privé                    | Maserati     | Maserati 250F    | Maserati L6        | P            |
| 28 | Maurice Trintignant      | Scuderia Centro Sud      | Maserati     | Maserati 250F    | Maserati L6        | P            |
| 30 | Masten Gregory           | Scuderia Centro Sud      | Maserati     | Maserati 250F    | Maserati L6        | P            |
| 32 | Wolfgang Seidel          | Scuderia Centro Sud      | Maserati     | Maserati 250F    | Maserati L6        | P            |
| 34 | Ken Kavanagh             | Privé                    | Maserati     | Maserati 250F    | Maserati L6        | P            |
| 36 | Joakim Bonnier           | Privé                    | Maserati     | Maserati 250F    | Maserati L6        | P            |
| 38 | Francisco Godia          | Privé                    | Maserati     | Maserati 250F    | Maserati L6        | P            |
| 40 | Cliff Allison            | Team Lotus               | Lotus        | Lotus 12         | Coventry Climax L4 | D            |
| 42 | Graham Hill              | Team Lotus               | Lotus        | Lotus 12         | Coventry Climax L4 | D            |

## Qualifications

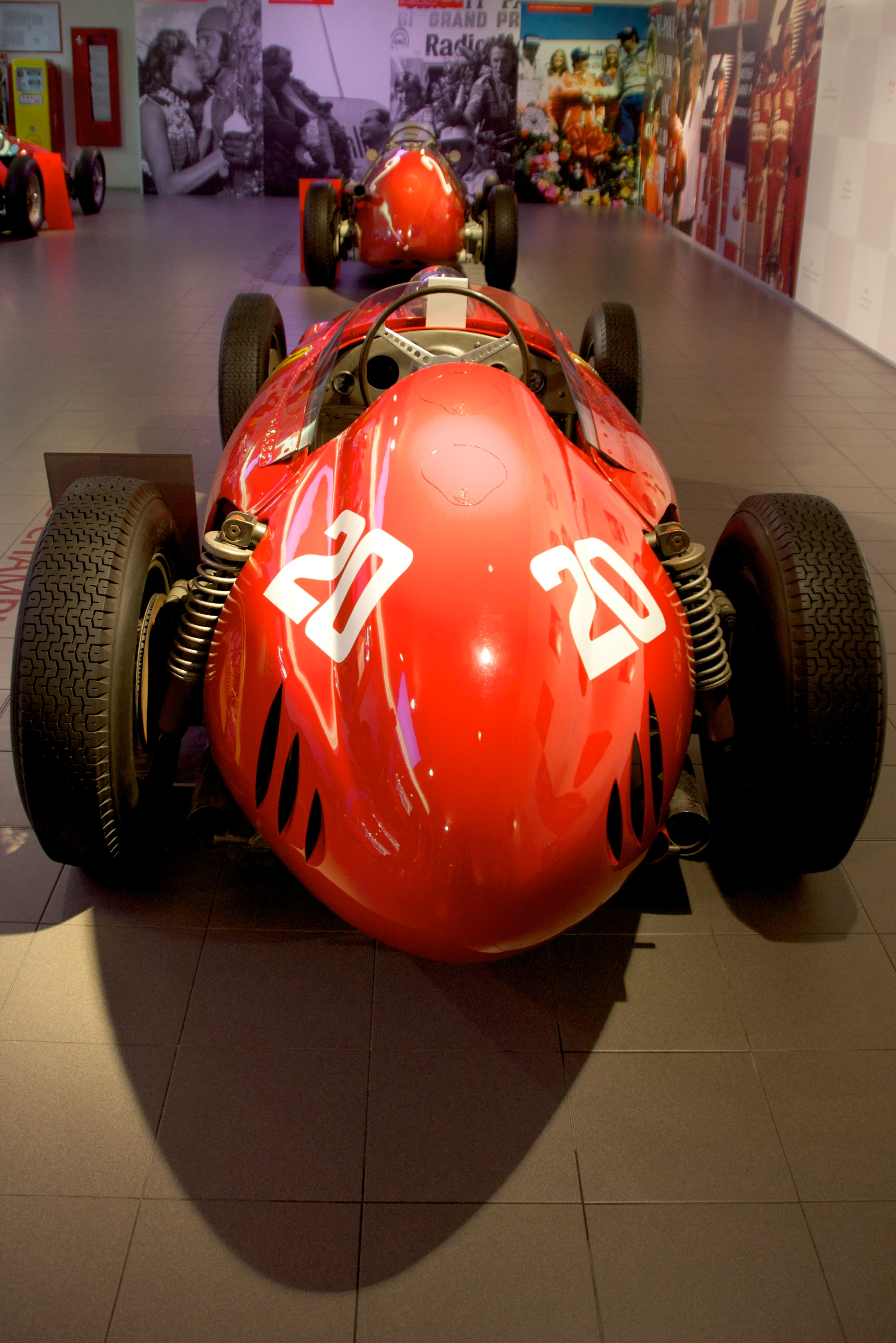
La puissante Ferrari Dino 246 s'est révélée la plus rapide aux essais.

Les essais qualificatifs sont organisés les jeudi, vendredi et samedi précédant la course. Lors de la première journée, Mike Hawthorn se montre le plus rapide, tirant profit des améliorations récemment effectuées sur la Ferrari Dino. Après une heure d'entraînement, il réalise un temps de 4 min 00 s 6 (près de 211 km/h), qui restera la meilleure performance du jour. Le lendemain, Stirling Moss tire le maximum de sa Vanwall et effectue une série de tours très rapides ; il est le seul à tourner sous la barre des quatre minutes et clôt la journée avec un temps de 3 min 57 s 6 (213,6 km/h), une amélioration de trois secondes sur la veille. Le samedi matin, personne n'approche son temps de référence, mais en début d'après-midi son coéquipier Tony Brooks tourne également sous le seuil des quatre minutes, avant de devoir mettre fin à ses essais, boîte de vitesses endommagée. Les pilotes Ferrari réagissent aussitôt, Hawthorn effectuant une série de tours très rapides, conclue par un temps inférieur d'une demi-seconde à celui de Moss, qui lui assure la pole position à plus de 214 km/h de moyenne. En fin de séance, Luigi Musso parvient également à battre Moss (d'un dixième de seconde), plaçant une seconde Ferrari en première ligne. Peter Collins et Olivier Gendebien ont également tourné en moins de quatre minutes, laissant augurer une belle bataille en course entre Vanwall et Ferrari, alors que les BRM de Jean Behra et Harry Schell, très performantes aux Pays-Bas, se sont montrées assez décevantes ici.
| Pos. | Pilote                   | Écurie        | Temps        | Écart    |
| ---- | ------------------------ | ------------- | ------------ | -------- |
| 1    | Mike Hawthorn            | Ferrari       | 3 min 57 s 1 |          |
| 2    | Luigi Musso              | Ferrari       | 3 min 57 s 5 | + 0 s 4  |
| 3    | Stirling Moss            | Vanwall       | 3 min 57 s 6 | + 0 s 5  |
| 4    | Peter Collins            | Ferrari       | 3 min 57 s 7 | + 0 s 6  |
| 5    | Tony Brooks              | Vanwall       | 3 min 59 s 1 | + 2 s 0  |
| 6    | Olivier Gendebien        | Ferrari       | 3 min 59 s 3 | + 2 s 2  |
| 7    | Harry Schell             | BRM           | 4 min 04 s 5 | + 7 s 4  |
| 8    | Jack Brabham             | Cooper-Climax | 4 min 05 s 1 | + 8 s 0  |
| 9    | Masten Gregory           | Maserati      | 4 min 05 s 4 | + 8 s 3  |
| 10   | Jean Behra               | BRM           | 4 min 06 s 2 | + 9 s 1  |
| 11   | Stuart Lewis-Evans       | Vanwall       | 4 min 07 s 2 | + 10 s 1 |
| 12   | Cliff Allison            | Lotus-Climax  | 4 min 07 s 7 | + 10 s 6 |
| 13   | Roy Salvadori            | Cooper-Climax | 4 min 15 s 6 | + 18 s 5 |
| 14   | Joakim Bonnier           | Maserati      | 4 min 15 s 7 | + 18 s 6 |
| 15   | Graham Hill              | Lotus-Climax  | 4 min 17 s 9 | + 20 s 8 |
| 16   | Maurice Trintignant      | Maserati      | 4 min 21 s 7 | + 24 s 6 |
| 17   | Wolfgang Seidel          | Maserati      | 4 min 21 s 9 | + 24 s 8 |
| 18   | Francisco Godia          | Maserati      | 4 min 24 s 5 | + 27 s 4 |
| 19   | Maria Teresa De Filippis | Maserati      | 4 min 31 s 0 | + 33 s 9 |
| 20   | Ken Kavanagh             | Maserati      | 4 min 45 s 3 | + 48 s 2 |

## Grille de départ du Grand Prix
| 1re ligne | Pos. 3                            |                               | Pos. 2                         |                             | Pos. 1                        |
|           | Moss Vanwall 3 min 57 s 6         |                               | Musso Ferrari 3 min 57 s 5     |                             | Hawthorn Ferrari 3 min 57 s 1 |
| 2e ligne  |                                   | Pos. 4                        |                                | Pos. 5                      |                               |
|           |                                   | Collins Ferrari 3 min 57 s 1  |                                | Brooks Vanwall 3 min 57 s 7 |                               |
| 3e ligne  | Pos. 6                            |                               | Pos. 7                         |                             | Pos. 8                        |
|           | Gendebien Ferrari 3 min 59 s 3    |                               | Schell BRM 4 min 04 s 5        |                             | Brabham Cooper 4 min 05 s 1   |
| 4e ligne  |                                   | Pos. 9                        |                                | Pos. 10                     |                               |
|           |                                   | Gregory Maserati 4 min 05 s 4 |                                | Behra BRM 4 min 06 s 2      |                               |
| 5e ligne  | Pos. 11                           |                               | Pos. 12                        |                             | Pos. 13                       |
|           | Lewis-Evans Vanwall 4 min 07 s 2  |                               | Allison Lotus 4 min 07 s 7     |                             | Salvadori Cooper 4 min 15 s 6 |
| 6e ligne  |                                   | Pos. 14                       |                                | Pos. 15                     |                               |
|           |                                   | Bonnier Maserati 4 min 15 s 7 |                                | G. Hill Lotus 4 min 17 s 9  |                               |
| 7e ligne  | Pos. 16                           |                               | Pos. 17                        |                             | Pos. 18                       |
|           | Trintignant Maserati 4 min 21 s 7 |                               | Seidel Maserati 4 min 21 s 9   |                             | Godia Maserati 4 min 24 s 5   |
| 8e ligne  |                                   |                               | Pos. 19                        |                             |                               |
|           |                                   |                               | Filippis Maserati 4 min 31 s 0 |                             |                               |

- La pole position aurait dû se trouver sur le côté gauche de la grille, mais Mike Hawthorn s'est placé du côté droit, inversant sa place avec Stirling Moss[5].

## Déroulement de la course
Il fait très chaud au moment du départ, donné le dimanche à quatre heures de l'après-midi. Ken Kavanagh ayant cassé le moteur de sa Maserati aux essais, seuls dix-neuf pilotes se placent sur la grille. Alors que le directeur de course s'apprête à lâcher les voitures, un problème de démarrage affecte la Maserati de Masten Gregory et la procédure est retardée. Les voitures restent immobilisées trop longtemps sur la grille et, par cette température, les moteurs se mettent à surchauffer très rapidement ; lorsque tout le monde peut enfin s'élancer, certains pilotes, dont Peter Collins, doivent composer avec un circuit de refroidissement en ébullition. Profitant de sa place à la corde, Stirling Moss place immédiatement sa Vanwall au commandement, entraînant son coéquipier Tony Brooks dans son sillage. Ils attaquent le Raidillon en tête, suivis de la Ferrari d'Olivier Gendebien et de la BRM de Jean Behra. Mike Hawthorn et Luigi Musso, qui s'élançaient de la première ligne au volant de leurs Ferrari, ont totalement manqué leur envol : Hawthorn n'est que septième, juste derrière son coéquipier Collins et la BRM d'Harry Schell, tandis que Musso est plus loin encore, englué dans le peloton.
Alors qu'il commence à se détacher, Moss rate un changement de vitesses à la sortie du virage de Stavelot, se retrouvant au point mort au lieu de passer la cinquième ! Le moteur s’emballe et les conséquences de ce surrégime sont immédiates : soupapes pliées, le mal est irrémédiable et le champion britannique ne peut que regagner son stand à allure réduite pour y abandonner. Brooks repasse le premier devant les stands, devant Collins qui, sachant sa voiture incapable de tenir toute la course, attaque au maximum. Il devance ses coéquipiers Gendebien et Hawthorn, bien revenu, tandis que Behra, dont le moteur a également surchauffé avant le départ, a rétrogradé en cinquième position. Hawthorn déborde rapidement Gendebien, tandis que Collins attaque Brooks et le passe à la fin du deuxième tour. Les deux hommes vont se livrer un beau duel jusqu'à la fin du cinquième tour, lorsque Collins, sentant son moteur prêt à lâcher, regagne son stand et abandonne. Behra fait de même aussitôt après, pression d'huile à zéro. Brooks se retrouve seul en tête avec quelques secondes d'avance sur Hawthorn et Musso, qui a regagné de nombreuses places, aidé par l'accrochage survenu entre Gendebien et Stuart Lewis-Evans, ce dernier ayant percuté le pilote belge au freinage de l'épingle de la Source à la fin du quatrième tour ; malgré un capot avant endommagé, la Vanwall du Britannique a pu continuer et se trouve désormais en quatrième position, tandis que Gendebien a calé et perdu beaucoup de temps à dégager sa voiture, la poussant dans la descente pour repartir, en queue de peloton. Hawthorn semble en mesure d'aller contester la victoire à Brooks et commence à accentuer son rythme mais un nouvel incident va perturber sa poursuite : au cours de ce tour un pneu éclate sur la Ferrari de Musso alors qu’il négocie le virage de Stavelot, entraînant une spectaculaire sortie de route ; si le pilote est pratiquement indemne, bien que sérieusement contusionné, la voiture est assez endommagée et quelques débris jonchent la piste. Au passage suivant, Hawthorn, voyant l'épave, pense qu'il s'agit de son ami Collins ; sérieusement inquiet, il baisse nettement son allure durant quelques tours, permettant à Brooks de se construire une sérieuse avance. ce n'est qu'aux environs de la mi-course qu'il apercevra enfin son coéquipier britannique dans le stand, et peu après Musso sur le bord de la piste. Il repart alors à l'attaque mais l'avance de la Vanwall de tête est alors de près de quarante secondes. Lewis-Evans est beaucoup plus loin et roule isolé en troisième position. La lutte pour la quatrième place est très serrée entre la Cooper de Roy Salvadori et la petite Lotus de l'étonnant Cliff Allison, qui réalise une très belle course.
Malgré les performances d'Hawthorn qui améliore à plusieurs reprises le record du tour, Brooks parvient à préserver une bonne partie de son avance dans la seconde partie de l'épreuve. Lewis-Evans assure quant à lui sa troisième place, tandis qu'Allison gagne un rang lorsque Salvadori commence à avoir des soucis mécaniques, tout comme son coéquipier Jack Brabham qui doit effectuer un arrêt au stand pour un problème moteur alors qu’il roulait en sixième position à une demi-minute de la Lotus. Les positions en tête ne vont dès lors plus évoluer, Brooks se dirigeant tranquillement vers la victoire. Mais alors qu'il négocie une dernière fois l'épingle de la Source, la boîte de vitesses de la Vanwall reste bloquée ; heureusement la piste est en descente et le pilote britannique parvient, en roue libre, à franchir la ligne en vainqueur. Attaquant jusqu'au bout, Hawthorn s'approprie un nouveau record du tour dans son ultime boucle, à 213 km/h de moyenne, mais lui aussi termine in extremis, piston crevé juste avant le passage de la ligne ! Lewis-Evans, troisième, termine également avec une Vanwall à bout de souffle, un bras de suspension avant ayant cassé dans les derniers kilomètres, conséquence de son accrochage avec la Ferrari de Gendebien. Allison, brillant quatrième, réussit à accomplir toute la distance de la course malgré une sortie d’échappement cassée, les suivants terminant à plus d'un tour.

### Classements intermédiaires
Classements intermédiaires des monoplaces aux premier, deuxième, troisième, quatrième, sixième, dixième, douzième et vingtième tours,.

### Classement de la course
| Pos  | No | Pilote                   | Écurie        | Tours | Temps/Abandon           | Grille | Points |
| ---- | -- | ------------------------ | ------------- | ----- | ----------------------- | ------ | ------ |
| 1    | 4  | Tony Brooks              | Vanwall       | 24    | 1 h 37 min 06 s 3       | 5      | 8      |
| 2    | 16 | Mike Hawthorn            | Ferrari       | 24    | + 20 s 7                | 1      | 7      |
| 3    | 6  | Stuart Lewis-Evans       | Vanwall       | 24    | + 3 min 00 s 9          | 11     | 4      |
| 4    | 40 | Cliff Allison            | Lotus-Climax  | 24    | + 4 min 15 s 5          | 12     | 3      |
| 5    | 10 | Harry Schell             | BRM           | 23    | + 1 tour                | 7      | 2      |
| 6    | 20 | Olivier Gendebien        | Ferrari       | 23    | + 1 tour                | 6      |        |
| 7    | 28 | Maurice Trintignant      | Maserati      | 23    | + 1 tour                | 16     |        |
| 8    | 24 | Roy Salvadori            | Cooper-Climax | 23    | + 1 tour                | 13     |        |
| 9    | 36 | Jo Bonnier               | Maserati      | 22    | + 2 tours               | 14     |        |
| 10   | 26 | Maria Teresa De Filippis | Maserati      | 22    | + 2 tours               | 19     |        |
| Abd. | 38 | Francisco Godia          | Maserati      | 22    | Moteur                  | 18     |        |
| Abd. | 22 | Jack Brabham             | Cooper-Climax | 16    | Surchauffe moteur       | 8      |        |
| Abd. | 42 | Graham Hill              | Lotus-Climax  | 12    | Moteur                  | 15     |        |
| Abd. | 18 | Luigi Musso              | Ferrari       | 5     | Accident                | 2      |        |
| Abd. | 14 | Peter Collins            | Ferrari       | 5     | Surchauffe moteur       | 4      |        |
| Abd. | 8  | Jean Behra               | BRM           | 5     | Pression d'huile        | 10     |        |
| Abd. | 32 | Wolfgang Seidel          | Maserati      | 4     | Transmission            | 17     |        |
| Abd. | 2  | Stirling Moss            | Vanwall       | 0     | Soupapes                | 3      |        |
| Abd. | 30 | Masten Gregory           | Maserati      | 0     | Moteur                  | 9      |        |
| Np.  | 34 | Ken Kavanagh             | Maserati      |       | Moteur cassé aux essais |        |        |

### Pole position et record du tour
- Pole position :  Mike Hawthorn en 3 min 57 s 1 (vitesse moyenne : 214,087 km/h). Temps réalisé lors de la séance d'essais du samedi 14 juin[3].
- Meilleur tour en course :  Mike Hawthorn en 3 min 58 s 3 au vingt-quatrième tour (vitesse moyenne : 213,009 km/h).

### Tours en tête
- Tony Brooks : 22 tours (1 / 3 / 5-24)
- Peter Collins : 2 tours (2 / 4)

## Classement général à l'issue de la course

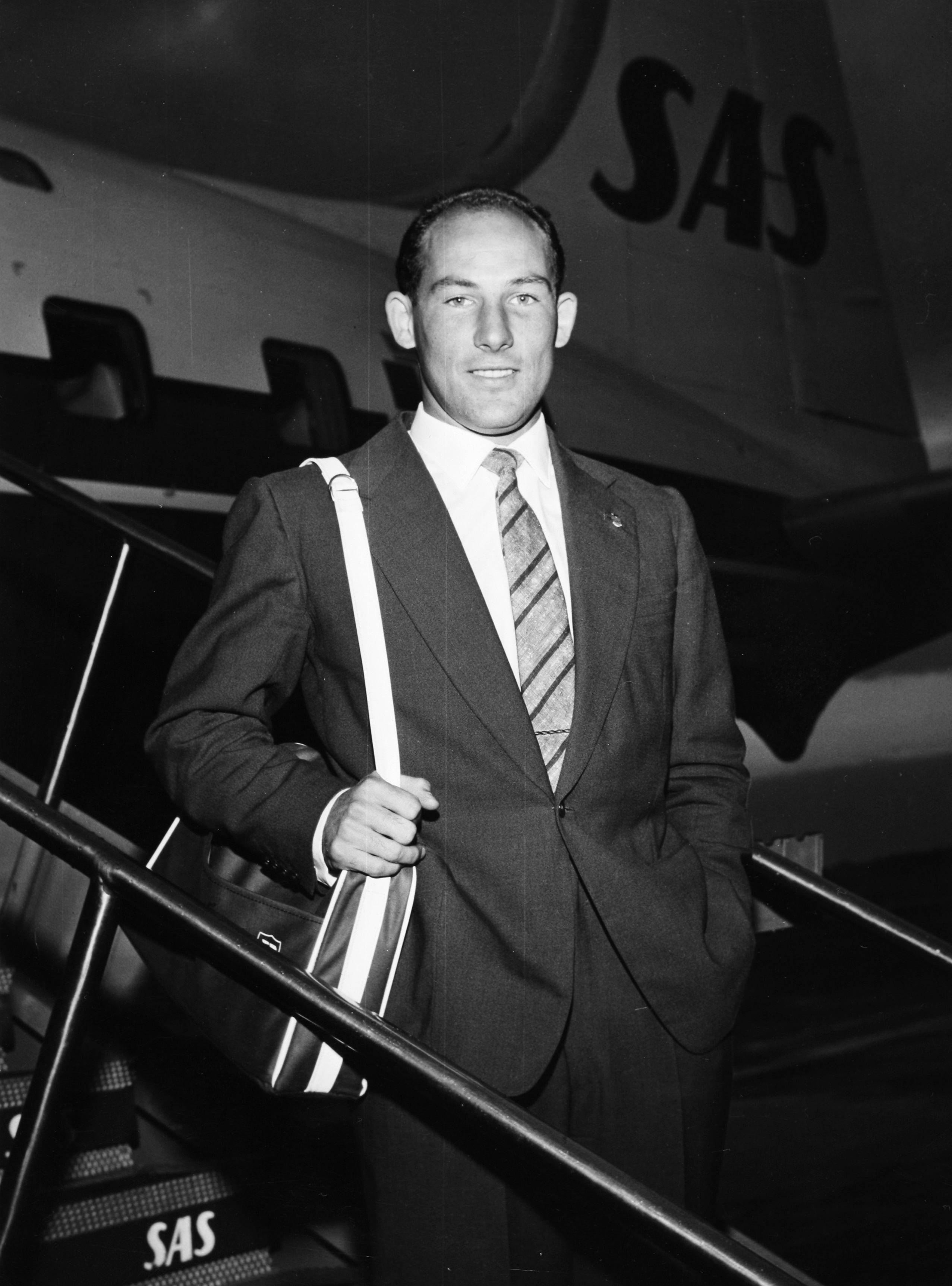
Stirling Moss en 1958. Après l'épreuve belge, le champion britannique conserve la tête du championnat malgré son abandon prématuré mais son rival Mike Hawthorn ne compte plus que trois points de retard.

- Attribution des points : 8, 6, 4, 3, 2 respectivement aux cinq premiers de chaque épreuve et 1 point supplémentaire pour le pilote ayant accompli le meilleur tour en course (signalé par un astérisque).
- Pour la coupe des constructeurs, même barème mais seule la voiture la mieux classée de chaque équipe inscrit des points. Le point du meilleur tour en course n'est pas comptabilisé. Les 500 miles d'Indianapolis ne sont pas pris en compte pour cette coupe, la course n'étant pas ouverte aux monoplaces de formule 1[11].
- Le règlement permet aux pilotes de se relayer sur une même voiture, les points éventuellement acquis étant alors perdus pour pilotes et constructeur[3].

| Pos. | Pilote              | Écurie           | Points | ARG | MON | NL | 500 | BEL | FRA | GBR | ALL | POR | ITA | MAR |
| ---- | ------------------- | ---------------- | ------ | --- | --- | -- | --- | --- | --- | --- | --- | --- | --- | --- |
| 1    | Stirling Moss       | Cooper & Vanwall | 17     | 8   | -   | 9* | -   | -   |     |     |     |     |     |     |
| 2    | Mike Hawthorn       | Ferrari          | 14     | 4   | 1*  | 2  | -   | 7*  |     |     |     |     |     |     |
| 3    | Luigi Musso         | Ferrari          | 12     | 6   | 6   | -  | -   | -   |     |     |     |     |     |     |
| 4    | Harry Schell        | BRM              | 10     | -   | 2   | 6  | -   | 2   |     |     |     |     |     |     |
| 5    | Maurice Trintignant | Cooper           | 8      | -   | 8   | -  | -   | -   |     |     |     |     |     |     |
|      | Jimmy Bryan         | Epperly          | 8      | -   | -   | -  | 8   | -   |     |     |     |     |     |     |
|      | Tony Brooks         | Cooper           | 8      | -   | -   | -  | -   | 8   |     |     |     |     |     |     |
| 8    | George Amick        | Epperly          | 6      | -   | -   | -  | 6   | -   |     |     |     |     |     |     |
|      | Jean Behra          | Maserati & BRM   | 6      | 2   | -   | 4  | -   | -   |     |     |     |     |     |     |
| 10   | Peter Collins       | Ferrari          | 4      | -   | 4   | -  | -   | -   |     |     |     |     |     |     |
|      | Johnny Boyd         | Kurtis Kraft     | 4      | -   | -   | -  | 4   | -   |     |     |     |     |     |     |
|      | Stuart Lewis-Evans  | Vanwall          | 4      | -   | -   | -  | -   | 4   |     |     |     |     |     |     |
|      | Juan Manuel Fangio  | Maserati         | 4      | 4*  | -   | -  | -   | -   |     |     |     |     |     |     |
|      | Tony Bettenhausen   | Epperly          | 4      | -   | -   | -  | 4*  | -   |     |     |     |     |     |     |
| 15   | Jack Brabham        | Cooper           | 3      | -   | 3   | -  | -   | -   |     |     |     |     |     |     |
|      | Roy Salvadori       | Cooper           | 3      | -   | -   | 3  | -   | -   |     |     |     |     |     |     |
|      | Cliff Allison       | Lotus            | 3      | -   | -   | -  | -   | 3   |     |     |     |     |     |     |
| 18   | Jim Rathmann        | Epperly          | 2      | -   | -   | -  | 2   | -   |     |     |     |     |     |     |

| Pos. | Écurie        | Points | ARG | MON | NL | 500 | BEL | FRA | GBR | ALL | POR | ITA | MAR |
| ---- | ------------- | ------ | --- | --- | -- | --- | --- | --- | --- | --- | --- | --- | --- |
| 1    | Ferrari       | 20     | 6   | 6   | 2  | -   | 6   |     |     |     |     |     |     |
| 2    | Cooper-Climax | 19     | 8   | 8   | 3  | -   | -   |     |     |     |     |     |     |
| 3    | Vanwall       | 16     | -   | -   | 8  | -   | 8   |     |     |     |     |     |     |
| 4    | BRM           | 10     | -   | 2   | 6  | -   | 2   |     |     |     |     |     |     |
| 5    | Maserati      | 3      | 3   | -   | -  | -   | -   |     |     |     |     |     |     |
|      | Lotus-Climax  | 3      | -   | -   | -  | -   | 3   |     |     |     |     |     |     |

## À noter
- 2e victoire en championnat du monde pour Tony Brooks.
- 5e victoire en championnat du monde pour Vanwall en tant que constructeur.
- 5e victoire en championnat du monde pour Vanwall en tant que motoriste.